# Laronxe
Laronxe est une commune française située dans le département de Meurthe-et-Moselle en région Grand Est.

## Géographie
| Moncel-lès-Lunéville |               | Saint-Clément |
|                      | Laronxe       | Saint-Clément |
| Fraimbois            | Saint-Clément | Saint-Clément |

### Hydrographie
La commune est dans le bassin versant du Rhin au sein du bassin Rhin-Meuse. Elle est drainée par le ruisseau de la Pointe des Gras et le ruisseau des Fauchees,.

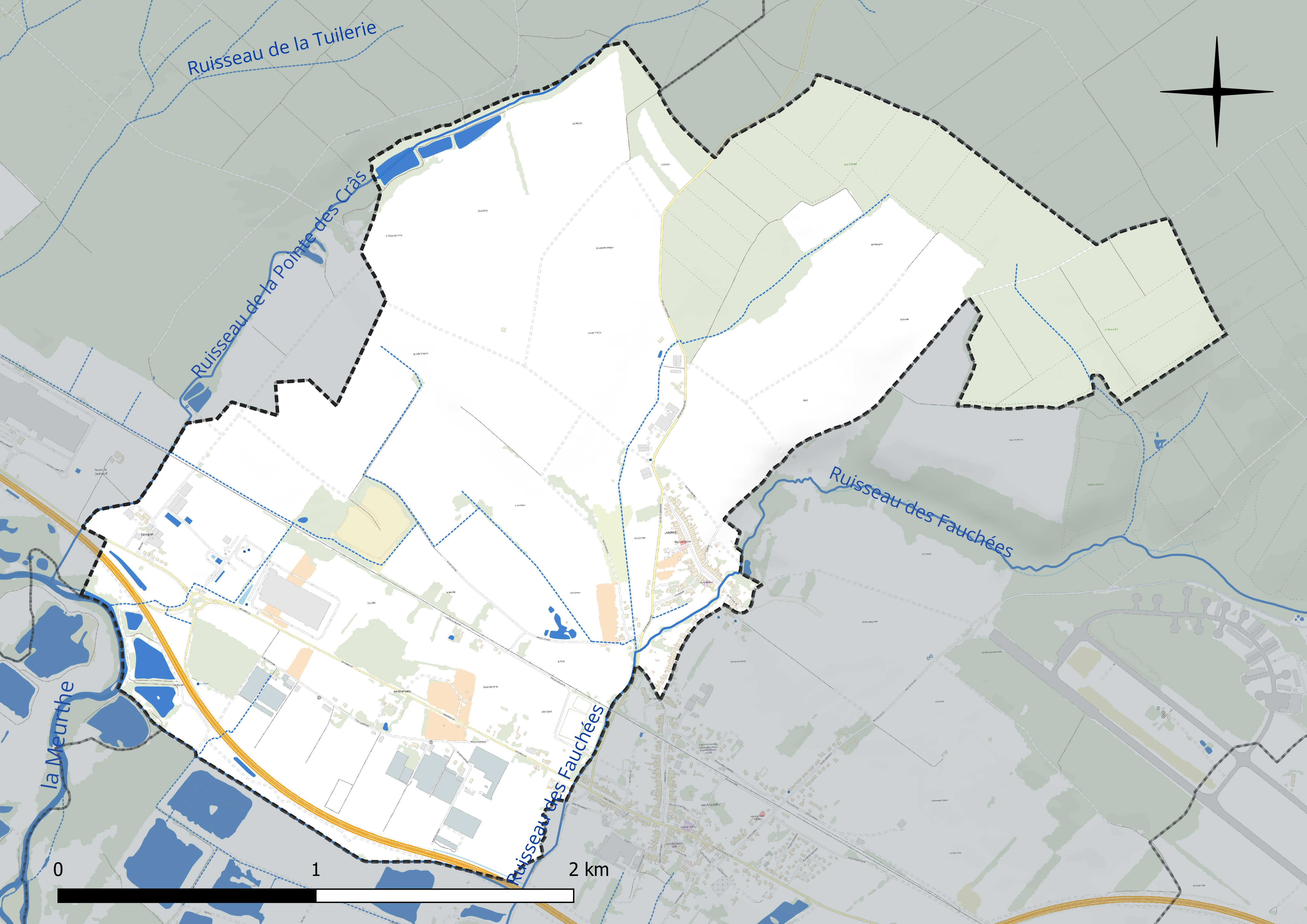
Réseau hydrographique de Laronxe.

### Climat
Pour des articles plus généraux, voir Climat du Grand Est et Climat de Meurthe-et-Moselle.
En 2010, le climat de la commune est de type climat des marges montargnardes, selon une étude du Centre national de la recherche scientifique s'appuyant sur une série de données couvrant la période 1971-2000. En 2020, Météo-France publie une typologie des climats de la France métropolitaine dans laquelle la commune est exposée à un climat semi-continental et est dans une zone de transition entre les régions climatiques « Lorraine, plateau de Langres, Morvan » et « Vosges ». 
Pour la période 1971-2000, la température annuelle moyenne est de 9,6 °C, avec une amplitude thermique annuelle de 16,9 °C. Le cumul annuel moyen de précipitations est de 849 mm, avec 12,1 jours de précipitations en janvier et 9,7 jours en juillet. Pour la période 1991-2020, la température moyenne annuelle observée sur la station météorologique de Météo-France la plus proche, « Roville », sur la commune de Roville-aux-Chênes à 17 km à vol d'oiseau, est de 10,3 °C et le cumul annuel moyen de précipitations est de 833,3 mm. 
La température maximale relevée sur cette station est de 40 °C, atteinte le 25 juillet 2019 ; la température minimale est de −24,5 °C, atteinte le 2 janvier 1971,,. 
Les paramètres climatiques de la commune ont été estimés pour le milieu du siècle (2041-2070) selon différents scénarios d'émission de gaz à effet de serre à partir des nouvelles projections climatiques de référence DRIAS-2020. Ils sont consultables sur un site dédié publié par Météo-France en novembre 2022.

## Urbanisme

### Typologie
Au 1er janvier 2024, Laronxe est catégorisée commune rurale à habitat dispersé, selon la nouvelle grille communale de densité à sept niveaux définie par l'Insee en 2022.
Elle est située hors unité urbaine. Par ailleurs la commune fait partie de l'aire d'attraction de Nancy, dont elle est une commune de la couronne,. Cette aire, qui regroupe 353 communes, est catégorisée dans les aires de 200 000 à moins de 700 000 habitants,.

### Occupation des sols
L'occupation des sols de la commune, telle qu'elle ressort de la base de données européenne d’occupation biophysique des sols Corine Land Cover (CLC), est marquée par l'importance des territoires agricoles (74,1 % en 2018), en augmentation par rapport à 1990 (69,8 %). La répartition détaillée en 2018 est la suivante : terres arables (63 %), zones agricoles hétérogènes (11,2 %), milieux à végétation arbustive et/ou herbacée (10,7 %), forêts (9,1 %), zones urbanisées (5,6 %), eaux continentales (0,5 %). L'évolution de l’occupation des sols de la commune et de ses infrastructures peut être observée sur les différentes représentations cartographiques du territoire : la carte de Cassini (XVIIIe siècle), la carte d'état-major (1820-1866) et les cartes ou photos aériennes de l'IGN pour la période actuelle (1950 à aujourd'hui).

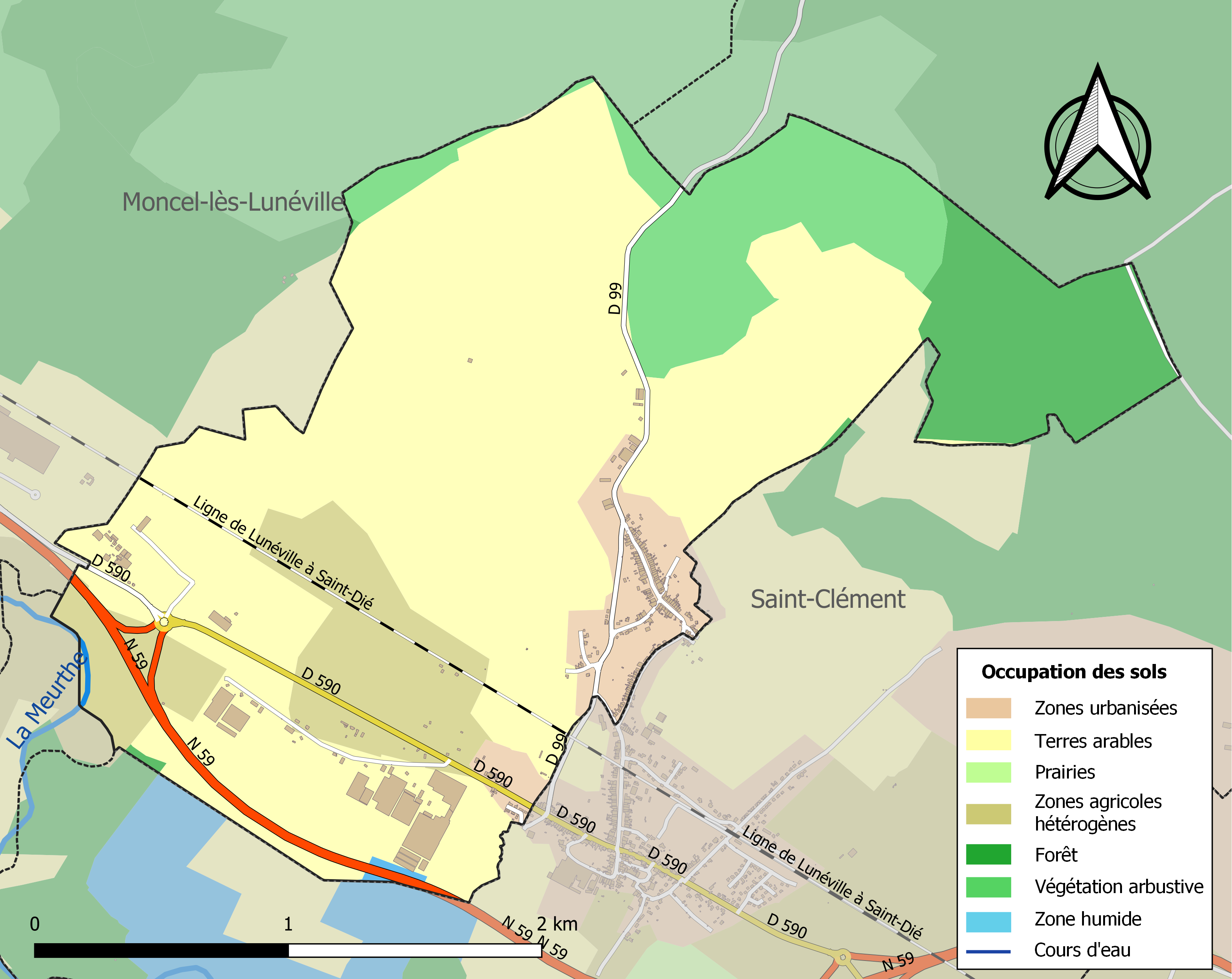
Carte des infrastructures et de l'occupation des sols de la commune en 2018 (CLC).

## Toponymie
Le nom de la localité est attesté sous les formes la Ronxe (1309) ; la Ronche (1605). 
Avec agglutination de l’article, de l'oïl ronce, ronche en patois vosgien. Ronce représente la fixation toponymique médiévale du nom commun d'ancien français ronce « arbuste épineux et buissonnant, de la famille des Rosacées, dont les fruits (mûres sauvages) sont comestibles ». Il est issu du gallo-roman RUMICE, du latin rumicem, accusatif de rumex / -icis « lance, dard », spécialisé au sens d'« oseille » et de « patience », attesté dès le IVe siècle, au sens de « ronce » chez Marcellus Empiricus.

## Histoire
- Première mention en 1309.
- S'appelait la Ronce jusqu'en 1792.
- Fusionné avec Saint-Clément de 1818 à 1834.

## Politique et administration
| Période                                  | Période                   | Identité                                       | Étiquette | Qualité                             |
| ---------------------------------------- | ------------------------- | ---------------------------------------------- | --------- | ----------------------------------- |
| Les données manquantes sont à compléter. |                           |                                                |           |                                     |
| novembre 1947                            | mars 1983                 | Hubert Bertrand                                |           | Gaulliste - Humaniste               |
| mars 1983                                | juin 1995                 | Jean-Paul Bocquel                              |           |                                     |
| mars 2001                                | mars 2008                 | Bernard Ritz                                   |           |                                     |
| mars 2008                                | En cours (au 27 mai 2020) | Hervé Bertrand, Réélu pour le mandat 2020-2026 |           | Agriculteur sur grande exploitation |

## Population et société

### Démographie
L'évolution du nombre d'habitants est connue à travers les recensements de la population effectués dans la commune depuis 1793. Pour les communes de moins de 10 000 habitants, une enquête de recensement portant sur toute la population est réalisée tous les cinq ans, les populations de référence des années intermédiaires étant quant à elles estimées par interpolation ou extrapolation. Pour la commune, le premier recensement exhaustif entrant dans le cadre du nouveau dispositif a été réalisé en 2004.

En 2022, la commune comptait 365 habitants, en évolution de −2,14 % par rapport à 2016 (Meurthe-et-Moselle : −0,13 %, France hors Mayotte : +2,11 %).
| 1793 | 1800 | 1806 | 1836 | 1841 | 1846 | 1851 | 1856 | 1861 |
| ---- | ---- | ---- | ---- | ---- | ---- | ---- | ---- | ---- |
| 309  | 368  | 392  | 591  | 629  | 686  | 627  | 556  | 519  |

| 1872 | 1876 | 1881 | 1886 | 1891 | 1896 | 1901 | 1906 | 1911 |
| ---- | ---- | ---- | ---- | ---- | ---- | ---- | ---- | ---- |
| 512  | 533  | 522  | 533  | 480  | 483  | 463  | 475  | 460  |

| 1921 | 1926 | 1931 | 1936 | 1946 | 1954 | 1962 | 1968 | 1975 |
| ---- | ---- | ---- | ---- | ---- | ---- | ---- | ---- | ---- |
| 468  | 457  | 435  | 429  | 395  | 425  | 454  | 445  | 420  |

| 1982 | 1990 | 1999 | 2004 | 2006 | 2009 | 2014 | 2019 | 2022 |
| ---- | ---- | ---- | ---- | ---- | ---- | ---- | ---- | ---- |
| 428  | 429  | 390  | 374  | 366  | 388  | 371  | 368  | 365  |

## Culture locale et patrimoine

### Lieux et monuments
- Maisons lorraines à linteaux de porte sculptés.
- Église XIXe néo-romane.

### Héraldique
| Blason de Laronxe | Blason  | D’or au léopard de gueules soutenu d'un corbeau de sable, à l'orle aussi de gueules. |
| Blason de Laronxe | Détails | Le léopard représente l’écart de Betaigne appelé au Moyen-Age Britannia. Le corbeau représente l’écart de la pointe des Cras. L’orle symbolise la commune de Laronxe qui rassemble ces deux écarts en une seule commune. Le statut officiel du blason reste à déterminer. |